# Hysudra
Hysudra is een geslacht van vlinders van de familie Lycaenidae, uit de onderfamilie Lycaeninae.

## Soorten
- H. betuloides (Butler, 1881)
- H. hades De Nicéville, 1895
- H. selira (Moore, 1874)